# Gantel (Westland)
De Gantel is een riviertje in het Westland dat onder andere loopt door Monster en Poeldijk. De Gantel was voorheen een brede getijdekreek die werd gevormd door een wijdvertakt stelsel van kreken, en die in verbinding stond met de monding van de Maas.

## Huidige Gantel
De huidige Gantel is 8,6 km lang, begint vlak bij de Doddendaallaan (sinds 1994 in de gemeente Den Haag) en eindigt in de Monsterse Vaart bij 's-Gravenzande. Richting 's-Gravenzande verandert de naam van het riviertje in Groote Gantel.
Tot de samenvoeging van gemeenten in het Westland in 2004, vormde de Gantel de zuidgrens van de gemeente Monster.

## Ontstaan van de Gantel
Enkele eeuwen voor Christus brak het water uit de Noordzee ter hoogte van Monster door de oever van de Maas heen. Daarbij is bijna het gehele Westland onder water komen te staan. Er ontstond in het veengebied een groot aantal vloedkreken (waaronder de Gantel) met afzettingen van zand en klei. Het gebied dat zich uitstrekte van Monster langs Poeldijk en Wateringen naar Delft en Pijnacker werd daardoor bedekt met vruchtbare klei en zand, het zogenaamde Ganteldek. De Fossa Corbulonis, een in de 1e eeuw door het Romeinse leger gegraven verbinding tussen de Oude Rijn bij Leiden en een waarschijnlijke vlootbasis bij Naaldwijk, liep, naar door archeologen wordt aangenomen, via de Gantel. De vloedkreken slibden gedurende de Romeinse tijd langzaam dicht. De stroken waar de oorspronkelijke kreken hadden gelopen, kwamen in de loop van de eeuwen hoger te liggen dan het omringende droger wordende en inklinkende veen. De zo ontstane zand- en kleiruggen waren door deze reliëfinversie geschikt voor wegen en voor bewoning.
Aanvankelijk werd alleen de grond in de directe omgeving van de oeverwallen ontgonnen. Vanaf de achtste eeuw werd de ontginning van de wildernis zelf ter hand genomen. Om zich te beschermen tegen overstromingen bouwde men dijklichamen waarop later onder andere de plaatsen Poeldijk, Honselersdijk en Maasdijk ontstonden. Waarschijnlijk is in 1421 bij de Sint-Elizabethsvloed het krekengebied voor de laatste keer duidelijk natuurlijk vormgegeven.

## Wetenswaardigheden
- De christelijke basisschool De Gantel in het Wateringse Veld in de gemeente Den Haag is vernoemd naar het riviertje.
- In Noord-Brabant bevinden zich een aantal watergangen met de naam Gantel.